# Milionari d'il·lusions
 Milionari d'il·lusions  (original: A Hole in the Head) és una pel·lícula estatunidenca dirigida per Frank Capra, estrenada el 1959 i doblada al català.

## Argument[2]
Frank Sinatra és un simpàtic barrut amb un fill, moltes idees al cap i un negoci hoteler a punt de ser embargat. Al rescat acudiran Edward G. Robinson i Thelma Ritter, amb un pla que inclou Eleanor Parker. Malgrat les bones intencions i del sòlid repartiment, el missatge de Capra resulta antiquat i mancat de malícia.

## Repartiment
- Frank Sinatra: Tony Manetta
- Edward G. Robinson: Mario Manetta
- Eleanor Parker: Eloise Rogers
- Carolyn Jones: Shirl
- Thelma Ritter: Sophie Manetta
- Keenan Wynn: Jerry Marks
- Joi Lansing: Dorine
- Connie Sawyer: Miss Wexler
- James Komack: Julius Manetta
- Dub Taylor: Fred
- George DeWitt: Mendy Yales

## Premis i nominacions

### Premis
- 1960. Oscar a la millor cançó original per Jimmy Van Heusen (música) i Sammy Cahn (lletra) amb la cançó "High Hopes"